# Отетелішу
Отетелішу (рум. Otetelișu) — село у повіті Вилча в Румунії. Адміністративно підпорядковане місту Белчешть.
Село розташоване на відстані 170 км на захід від Бухареста, 61 км на південний захід від Римніку-Вилчі, 36 км на північ від Крайови.

## Населення
За даними перепису населення 2002 року у селі проживали 1117 осіб.
Національний склад населення села:
| Національність | Кількість осіб | Відсоток |
| -------------- | -------------- | -------- |
| румуни         | 1065           | 95,3%    |
| цигани         | 52             | 4,7%     |

Рідною мовою назвали:
| Мова      | Кількість осіб | Відсоток |
| --------- | -------------- | -------- |
| румунська | 1065           | 95,3%    |
| циганська | 52             | 4,7%     |